# Felice Bizzozero
Felice Bizzozero (1799 – 1877) è stato un fonditore di campane italiano del XIX secolo attivo nel varesino.

## Biografia
Figlio di Giuseppe Bizzozero, anch'esso fonditore di campane varesino, fuse campane già dall'inizio del 1820 e 5 anni dopo realizzò il suo Concerto più prestigioso, 8 campane in Lab2 per la basilica di San Vittore di Varese. Un altro concerto degno di nota è quello realizzato per la basilica di Desio dei Basilica dei Santi Siro e Materno, un concerto di 8 campane in Lab2 fuso nel 1843. Nel 1847 fuse le 5 campane di Mandello del Lario e una campana in Sol4 crescente per la chiesa di San Bernardo a Lonate Ceppino. Un'opera di pregio, dato che all'epoca venne fuso per essere il secondo concerto più grande della provincia, è a Morazzone dove realizzò 5 campane in Sib2 nel 1859. Nel 1858 per la vecchia parrocchiale prepositurale collegiata di San Martino in Magenta fuse un concerto di sei campane in Sib2 Maggiore, interamente donato dall'arciduca Massimiliano d’Austria, al quale era dedicata la campana maggiore, del peso di 2420 kg.
Nel 1836 realizzò 6 campane in Sib2 per Vedano Olona. Oltre che nel varesotto operò molto per il Canton Ticino nella vicina Svizzera.

## Vita privata
Sposò Caterina Veratti, da cui ebbe due figli. Uno, Giulio Cesare (1833-1888), fu avvocato e, alla morte del padre avvenuta nel 1877, ereditò la ditta ma non riuscì a imitare la perfezione del padre e fuse, a volte, dei concerti privi di risonanza. Il miglior concerto fuso da lui è quello della collegiata di Busto Arsizio.
L'altro figlio, Giulio Bizzozero (1846 – 1901), fu invece patologo, politico e accademico. È ritenuto il padre dell'istologia italiana.